# نشانه بالانس
نشانه بالانس (انگلیسی: Ballance's sign) یک نشانهٔ پزشکی در معاینات تشخیصی است. نشانه‌های آن، صدایِ مبهم (dullness) هنگام دق ربع فوقانی چپ شکم یا پهلوی چپ و صدایِ مبهمِ منتقل‌شده (shifting dullness) هنگام دق ربع فوقانی راست شکم است که در پارگی/هماتوم طحال دیده می‌شود. در هنگام ارزیابی ترومای شکم، «علامت بالانس» ممکن است در معاینه مشاهده شود.
این صدای مبهم در پهلوی چپ به دلیل خون منعقد شده است، همان در سمت راست به دلیل خون مایع است.
این نشانه به افتخار چارلز آلفرد بالانس، جراح بریتانیایی (۱۸۵۶–۱۹۳۶) نامگذاری شده است.